# آسیلا (فلوریدا)
آسیلا (به انگلیسی: Aucilla) یک منطقهٔ مسکونی در ایالات متحده آمریکا است که در فلوریدا واقع شده‌است. آسیلا ۵٫۱۹ کیلومتر مربع مساحت و ۱۰۰ نفر جمعیت دارد و ۳۱٫۰۹ متر بالاتر از سطح دریا قرار دارد.